# Naevala perexigua
Naevala perexigua är en svampart som först beskrevs av Roberge ex Desm., och fick sitt nu gällande namn av K. Holm & L. Holm 1978. Enligt Catalogue of Life ingår Naevala perexigua i släktet Naevala, ordningen disksvampar, klassen Leotiomycetes, divisionen sporsäcksvampar och riket svampar, men enligt Dyntaxa är tillhörigheten istället släktet Naevala, familjen Dermateaceae, ordningen disksvampar, klassen Leotiomycetes, divisionen sporsäcksvampar och riket svampar. Arten är reproducerande i Sverige. Inga underarter finns listade i Catalogue of Life.